# Amphicallia thelwalli
Amphicallia thelwalli (лат.) — вид чешуекрылых из подсемейства Arctiinae (Медведицы).
Видовое название присвоено в честь местечка Thelwall.

## Описание
Размах крыльев составляет около 70 мм. Узор на крыльях имаго (самца) — в чёрно-желтой гамме.  Личинки подвида A. t. tigris наблюдали на растениях из рода Кроталярия.
Обитают в юго-восточной части Африки, на территории Малави, Кении, Уганды, Танзании и других стран.
Бабочка этого вида изображена на почтовой марке Португальского Мозамбика из серии 1953 года.

## Классификация
Выделяют три подвида:
- Amphicallia thelwalli thelwalli (H. Druce, 1882) — Малави
- Amphicallia thelwalli tigris (Butler, 1883) — Кения, Уганда
- Amphicallia thelwalli zebra (Rogenhofer, 1894) — Танзания